# Chabzdová
Chabzdová (1394 m n.p.m.) – szczyt w Wielkiej Fatrze w Karpatach Zachodnich na Słowacji.
Znajduje się w północnym grzbiecie szczytu Šiprúň. Grzbiet ten oddziela Čutkovską dolinę na wschodzie od doliny Bystrego potoku na zachodzie. Kolejno znajdują się w nim: Predny Šiprúň (północny wierzchołek Šiprúňa), Nižné Šiprúnske sedlo, Chabzdová, Vtáčnik, Tlstá hora, Plieška, Suchá hôrka.
Chabzdová ma dwa wierzchołki. Północny ma wysokość 1239 m. Jest całkowicie porośnięta lasem, ale grzbiet biegnący w kierunku przełęczy  Nižné Šiprúnske sedlo jest trawiasty – jest na nim hala pasterska Maďarovo. W jej dolnej części na wysokości 1180 m znajduje się rozdroże szlaków turystycznych o nazwie Chabzdová.

## Turystyka
Przez rozdroże Chabzdová, oraz zachodnimi zboczami szczytów Chabzdowej biegnie czerwony szlak turystyczny. Omija w niewielkiej odległości obydwa jej wierzchołki po zachodniej stronie. Do rozdroża Chabzdová dochodzi niebieski szlak z Ľubochňi.
   Nová Černová (Rużomberk) – Tlstá hora – Chabzdová – Chabzdová, rázcestie – Maďarovo – Nižné Šiprúnske sedlo. Odległość 11,3 km, suma podejść 1095 m, suma zejść 215 m, czas przejścia 4:10 h (z powrotem 3:15 h)
  Ľubochňa – Nad Hlboku – Poľana – Sedlo pod Červeným grúňom – Červený grúň – Magurka – Magura – Maďarová – Chabzdová, rázcestie. Odległość 12,7 km, suma podejść 1175 m, suma zejść 395 m, czas przejścia 4:50 h (z powrotem 4 h)

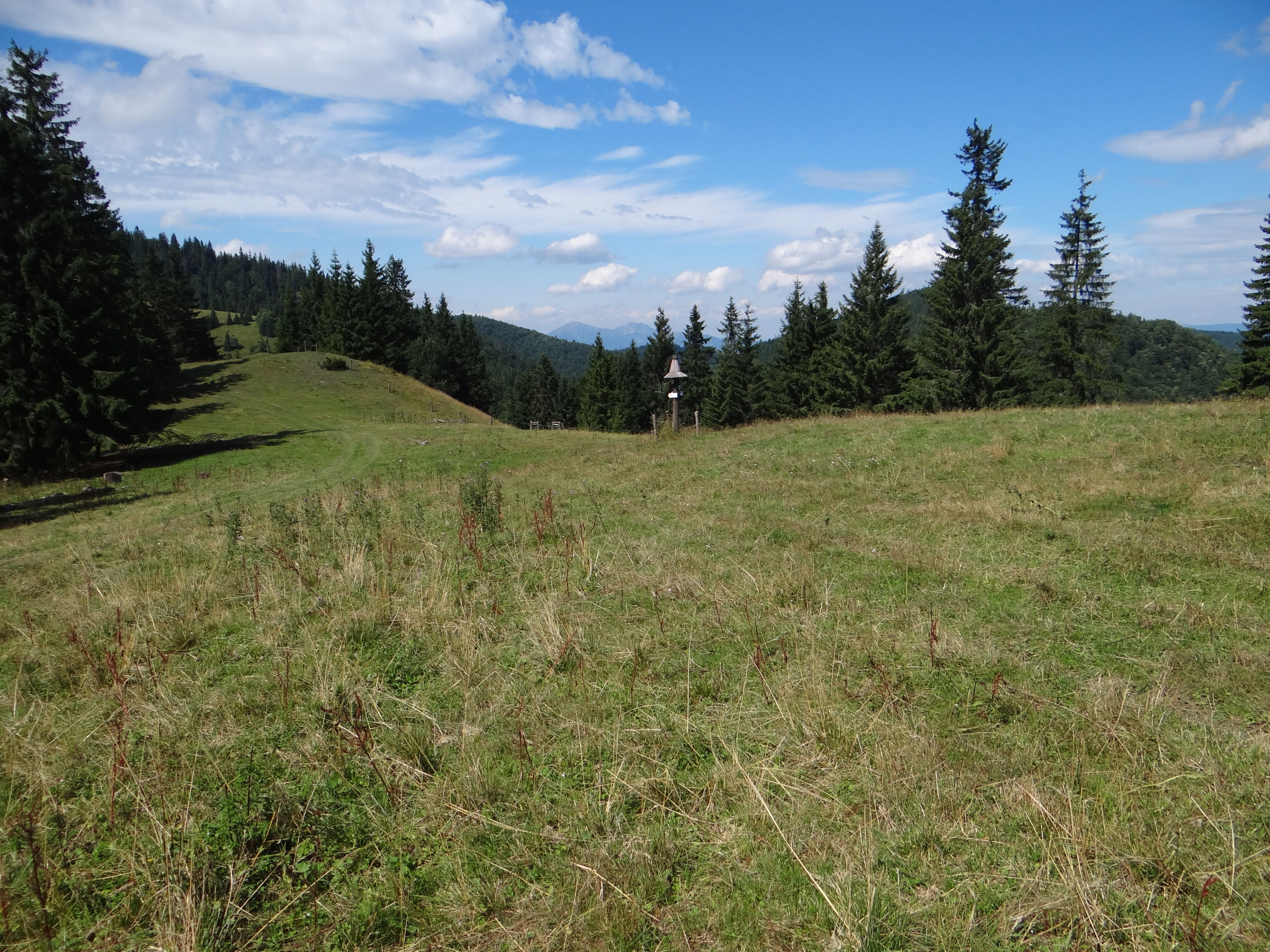
Rozdroże Chabzdová i hala pasterska
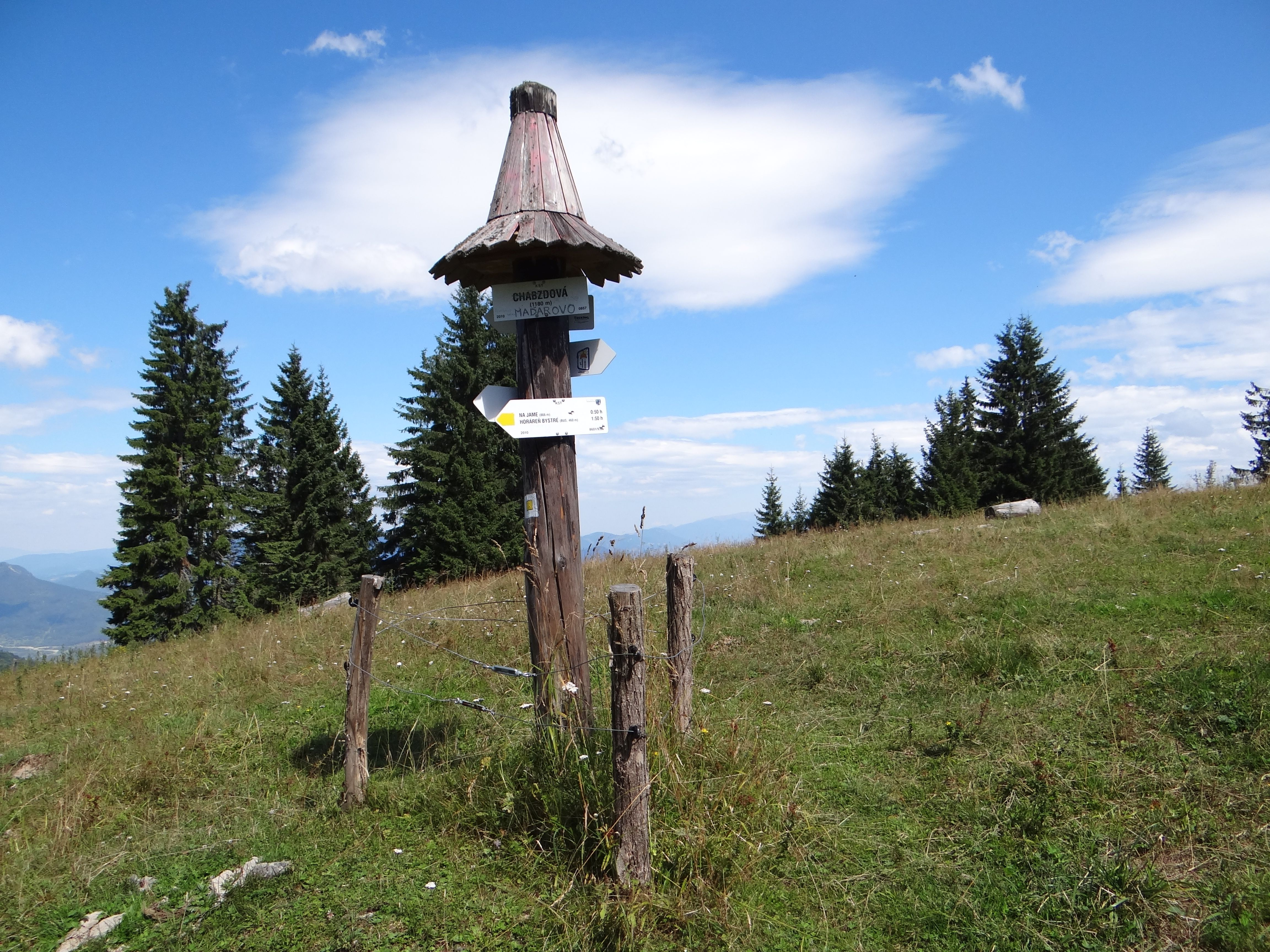
Rozdroże Chabzdová
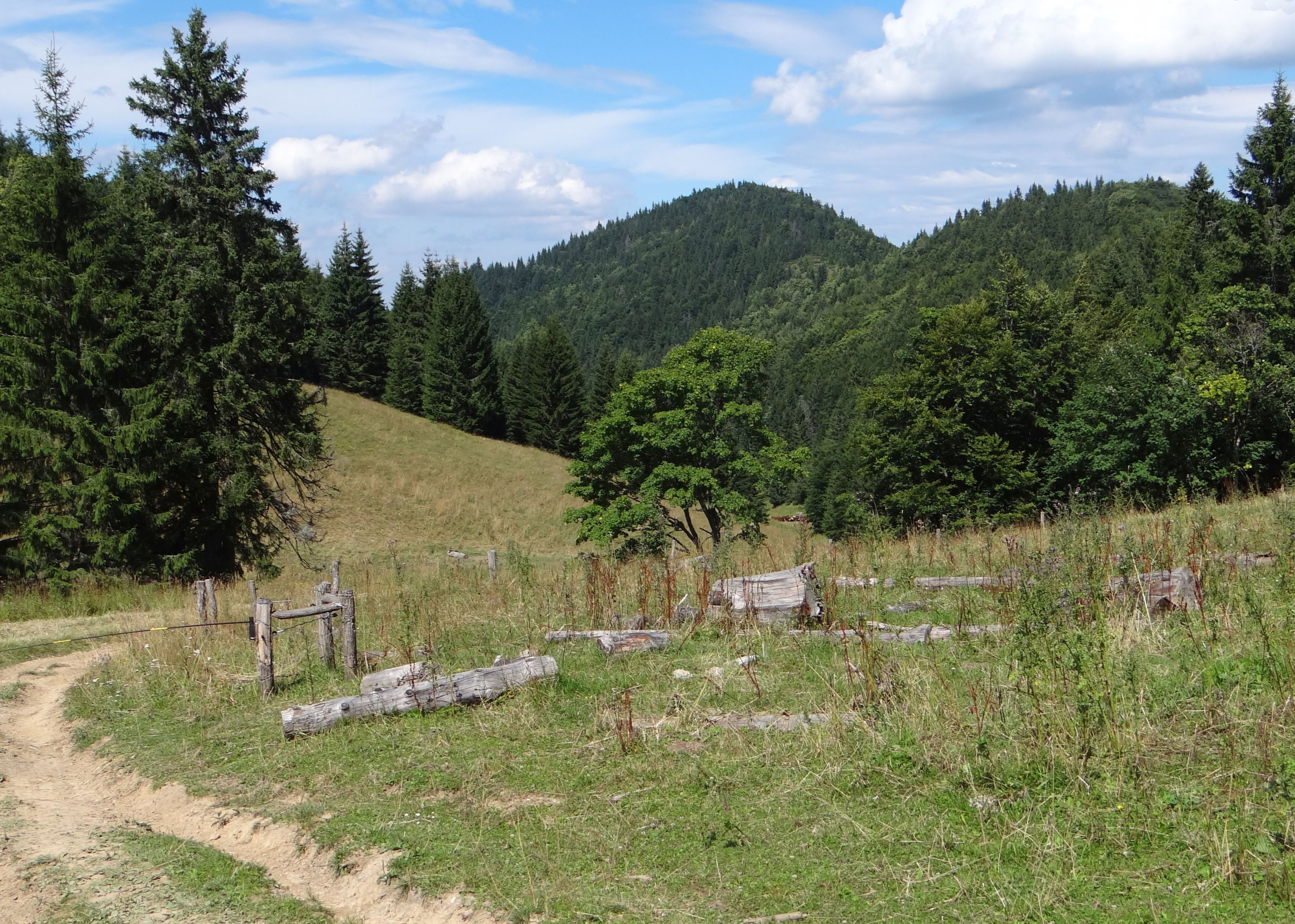
Szczyty Chabzdová